# Lutvann
Le Lutvann est un lac situé dans la zone de loisirs d'Østmarka à Oslo, en Norvège. Il couvre une superficie de 0,39 km², à 205 m d'altitude.
Situé juste à l'extérieur de la capitale, c'est un site populaire pour les loisirs comme la natation, ou encore la pêche en été, le lac hébergeant des ombles de fontaine. En hiver, il y a des pistes de ski le long et sur le lac. Le lac est également utilisé par l'Église de Jésus-Christ des Saints des Derniers Jours pour les baptêmes. En 2001, des militants du Parti progressiste des jeunes (en) sont accusés d'avoir abattu un arbre dans la zone préservée afin de protester contre l'interdiction de construire dans la zone.

## Fuite du tunnel ferroviaire de Romerike
Lors de la construction du tunnel ferroviaire de Romerike (en) entre 1994 et 1999, une fuite dans le tunnel provoque jusqu'à 1 000 litres par minute de fuite depuis le lac situé au-dessus. Bien que les fuites commencent en 1995, ce n'est qu'après leur découverte le 3 février 1997 que des sanctions sont lancées par la Direction norvégienne des ressources en eau et de l'énergie (en) exigeant l'élimination des fuites dans le tunnel.
Pour résoudre le problème, le produit chimique Rhoca-Gil (en) est utilisé pour essayer d'éliminer les fuites, mais en raison de techniques inappropriées utilisées lors de l'utilisation, le composé ne polymérise pas correctement et commence plutôt à polluer la zone dans et autour le Lutvann, avec de l'acrylamide et du méthylolacrylamide. En même temps, comme le composé ne se dépose pas, il ne traite pas non plus les fissures dans le soubassement, et n'arrête donc pas les fuites. Il faut plus d'un an pour réparer les fuites, ce qui coûte environ 500 millions de couronnes norvégiennes. Pour ne pas vider complètement le lac, environ 200 litres d'eau par minute sont pompés dans le Lutvann à partir d'autres lacs. Le lac n'est pas aussi gravement touché que le Nordre Puttjern (en). Pendant tout le processus, qui dure environ un an, les deux lacs laissent échapper environ deux millions de litres d'eau à travers le tunnel.

## Galerie

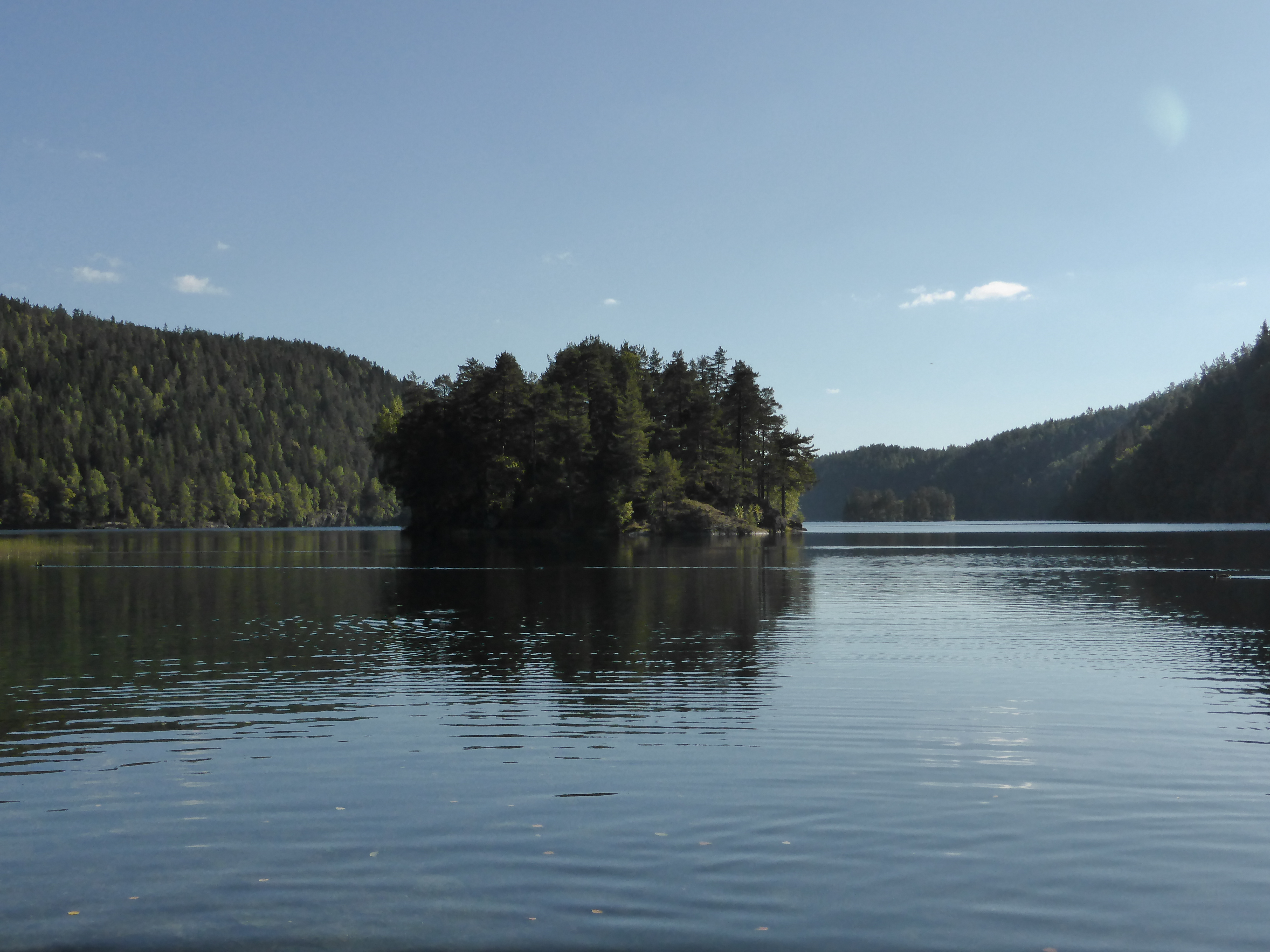
Le lac vu du nord
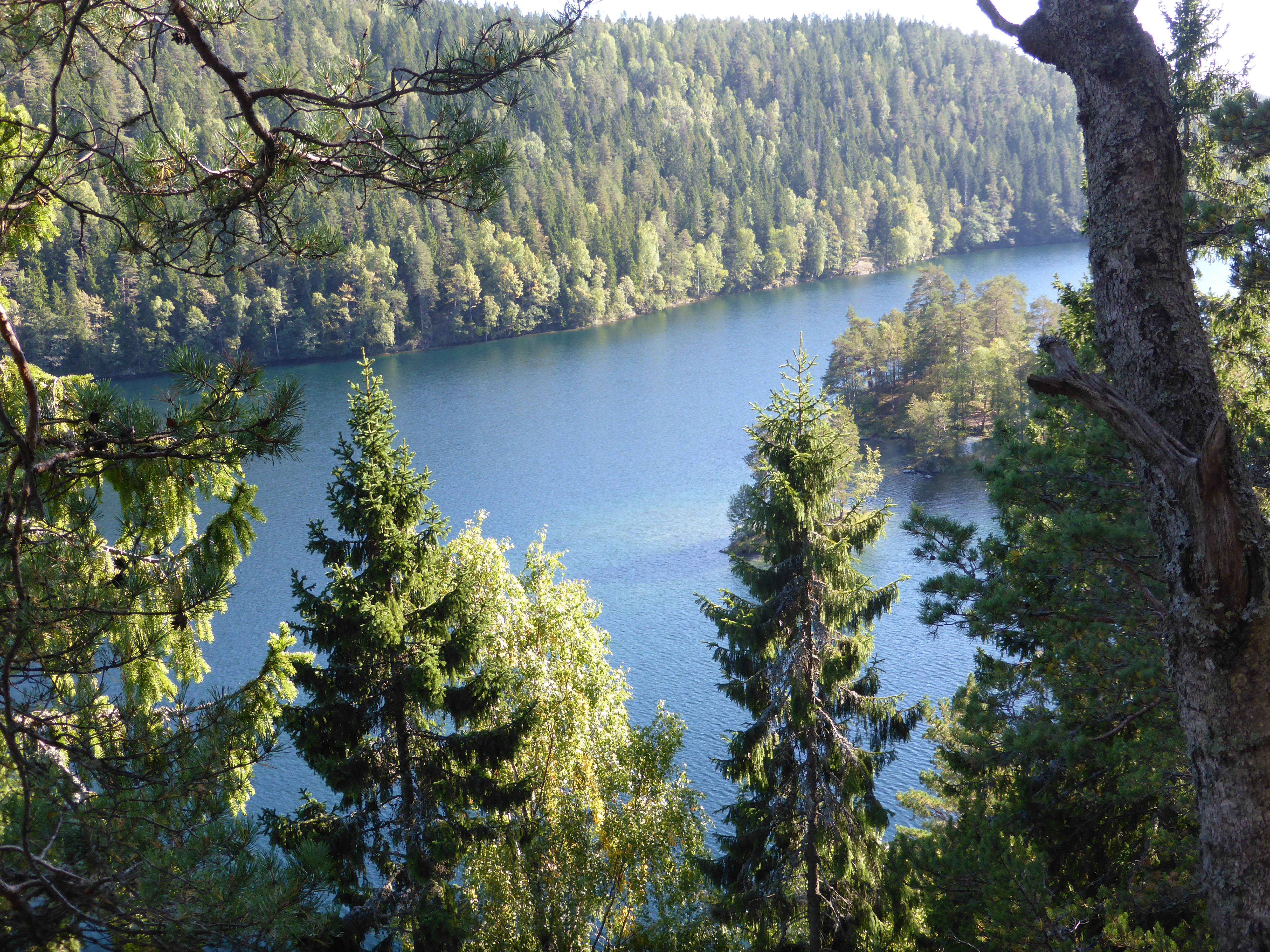
Le lac vu du sud